# Колосковское сельское поселение
Колоско́вское се́льское поселе́ние — упразднённое муниципальное образование в составе Валуйского района Белгородской области Российской Федерации.
Административный центр — село Колосково.
19 апреля 2018 года упразднено при преобразовании Валуйского района в Валуйский городской округ.

## География
Общая площадь: 9851,5 га, в т.ч. земель сельхозугодий: 7170,35 га. Протяженность дорог: 30,44 км.
Количество подворий: 986.

## История
Колосковское сельское поселение образовано 20 декабря 2004 года в соответствии с Законом Белгородской области № 159.

## Население
| 2010  | 2011  | 2012  | 2013  | 2014  | 2015  | 2016  |
| ----- | ----- | ----- | ----- | ----- | ----- | ----- |
| 1873  | ↘1866 | ↗1886 | ↘1856 | →1856 | ↗1894 | ↘1871 |
| 2017  | 2018  |       |       |       |       |       |
| ↘1863 | ↘1825 |       |       |       |       |       |

## Состав сельского поселения
| № | Населённый пункт | Тип населённого пункта       | Население |
| - | ---------------- | ---------------------------- | --------- |
| 1 | Колосково        | село, административный центр | ↘882      |
| 2 | Лавы             | село                         | ↗253      |
| 3 | Посохово         | село                         | ↘204      |
| 4 | Ситнянка         | село                         | ↘67       |
| 5 | Старцево         | село                         | ↘7        |
| 6 | Тулянка          | село                         | ↘460      |